# Румунія на літніх Олімпійських іграх 2024
Румунію на літніх Олімпійських іграх 2024 представляли сто шість спортсменів у сімнадцятьох видах спорту.

## Медалісти
| Медаль | Ім'я | Вид спорту            | Змагання                  | Дата     |
| ------ | --- | --------------------- | ------------------------- | -------- |
| 1      | Давід Попович | Плавання              | 200 метрів вільним стилем | 29 липня |
| 1      | Андрей-Себастьян Корня Мар'ян Енаке | Академічне веслування | парні двійки              | 1 серпня |
| 1      | Адріана Айлінкай Роксана Ангел Амалія Береш Ніколета-Анкуца Боднар Марія-Магдалена Русу Марія Тіводаріу Йоана Вринчану Сімона Радіш Вікторія-Штефанія Петряну (cox) | Академічне веслування | вісімки                   | 3 серпня |
| 2      | Ніколета-Анкуца Боднар Сімона Радіш | Академічне веслування | парні двійки              | 1 серпня |
| 2      | Йоана Вринчану Роксана Ангел | Академічне веслування | двійки                    | 2 серпня |
| 2      | Джаніна Беляге Йонела Козмюк | Академічне веслування | парні двійки, легка вага  | 2 серпня |
| 2      | Міхаела Камбей | Важка атлетика        | до 49 кг                  | 7 серпня |
| 3      | Давід Попович | Плавання              | 100 метрів вільним стилем | 31 липня |
| 3      | Ана Бербосу | Спортивна гімнастика  | вільні вправи             | 5 серпня |